# Diacyclops limnobius
Diacyclops limnobius – gatunek widłonoga z rodziny Cyclopidae. Nazwa naukowa gatunku została po raz pierwszy opublikowana w 1978 roku przez niemieckiego zoologa Friedricha Kiefera. 